# Operacja Rolling Thunder
Operacja Rolling Thunder (Dudniący Grom) – kryptonim kampanii powietrznej nad Wietnamem Północnym podczas wojny wietnamskiej, toczonej przez lotnictwo Stanów Zjednoczonych i Wietnamu Południowego, od 2 marca 1965 do 1 listopada 1968 roku. Celem kampanii było zniszczenie infrastruktury, zaplecza przemysłowego i obrony przeciwlotniczej Wietnamu Północnego, jak również przerwanie szlaku zaopatrzeniowego w Wietnamie Południowym, co w założeniu miało zmusić DRW do wycofania się ze wspierania partyzantów na Południu. Równolegle prowadzono również szeroko zakrojone bombardowania na terenie Wietnamu Południowego przeciwko działającym tam siłom Vietcongu.

## Historia
Podstawową przeszkodą w zrealizowaniu celów operacji był fakt że w Wietnamie praktycznie nie było zaplecza przemysłowego ani infrastruktury – niemal wszystko (łącznie z ryżem[wymaga weryfikacji?]) przysyłane było z Chin i ZSRR. Przerwanie tych linii zaopatrzenia (co wymagałoby na przykład bombardowania radzieckich statków i chińskich linii kolejowych) nie wchodziło w grę, ponieważ Amerykanie chcieli ograniczyć zasięg konfliktu i uniknąć bezpośredniego zaangażowania w nim sił zbrojnych innych krajów komunistycznych. Z tych samych powodów selekcja celów bombardowań była nieustannie dyktowana przez względy polityczne, co znacznie redukowało skuteczność kampanii.
Podczas masowej kampanii zrzucono 864 tys. ton bomb na terytorium Wietnamu Północnego, i łącznie 1,6 mln ton bomb na terytorium całego Wietnamu (Północnego i Południowego), więcej niż całkowity tonaż bomb zrzucony przez lotnictwo amerykańskie podczas II wojny światowej (1,5 mln ton). Zniszczenia wyrządzone w Wietnamie Północnym były ogromne. Według ocen CIA zginęło tam około 90 tys. Wietnamczyków, w tym 74 tys. cywilów. Pomimo tego operacja nie osiągnęła swojego celu, czego dowodem była szeroko zakrojona Ofensywa Tết przeprowadzona przez siły Vietcongu w Wietnamie Południowym na początku 1968.
31 marca 1968 prezydent Lyndon B. Johnson ogłosił, że ataki na Wietnam Północny będą ograniczone, a cała operacja oficjalnie zakończyła się 1 listopada 1968.
Amerykanie stracili podczas kampanii ponad 1200 samolotów (750 z USAF i 470 z US Navy), w tym 919 bezpośrednio w wyniku operacji nad Wietnamem Północnym. Większość tych strat była spowodowana przez artylerię przeciwlotniczą, choć pod koniec kampanii coraz większe straty powodowały rakiety przeciwlotnicze i myśliwce (MiG-21 i MiG-17). Do strat przyczyniła się też zbliżona taktyka kolejnych nalotów, przez co ułatwione było rozmieszczenie stanowisk z przeciwlotniczą bronią rakietową. Szczególnie straty zadane przez wolniejsze i przestrzałe lecz bardzo zwrotne myśliwce MiG-17 szybkim lecz mało zwrotnym amerykańskim samolotom myśliwsko-bombowym (szczególnie F-105) były dla Amerykanów szokujące. Doświadczenia te spowodowały gruntowne zmiany w amerykańskiej filozofii projektowania samolotów bojowych i wpłynęły w znaczący sposób na właściwości następnej generacji wysoce zwrotnych myśliwców F-15, F-16 i F-18. Jako szybki środek zaradczy zastosowano pod koniec 1965 roku specjalnie wyposażone samoloty myśliwskie różnych typów oznaczone żargonowo jako „dzikie łasice”, które niszczyć miały radarowy system naprowadzania pocisków (Surface-to-Air Missile – SAM). Ograniczyło to w pewnym zakresie straty maszyn myśliwsko-bombowych. Zaś stosunkowo mała skuteczność masowych bombardowań przyśpieszyła z kolei prace nad stworzeniem pocisków i bomb kierowanych nowej generacji (tzw. smart weapons).
Masowe bombardowania Wietnamu Północnego przez lotnictwo amerykańskie rozpoczęły się ponownie w 1972 roku w ramach operacji Linebacker i Linebacker II.